# Anne Aghion
Anne Aghion (Paris, 1960) é uma diretora de cinema franco-americana.
Bolsista da prestigiosa John Simon Guggenheim Memorial Foundation em 2005, Aghion obteve, no mesmo ano,  um Emmy Award, por seu  documentário Au Rwanda on dit… La famille qui ne parle pas meurt. Em 2009 apresentou  Mon voisin, mon tueur na seleção oficial do Festival de Cannes.
Diplomada em língua e literatura árabes pelo Barnard College (Columbia University) de Nova York, prosseguiu seus estudos no Cairo, no Egito, onde morou por dois anos. Também atuou durante vários anos na imprensa escrita, no escritório parisiense do New York Times  e no International Herald Tribune. Vive entre Paris e Nova York.

## Filmografia
- Se le movio el piso – Un Portrait de Managua, 1995
- Gacaca, Revivre ensemble au Rwanda? (Gacaca, Living Together Again In Rwanda?), 2002
- Au Rwanda on dit… La famille qui ne parle pas meurt (In Rwanda We Say…The Family That Does Not Speak Dies), 2004
- Ice People (2008)
- Mon voisin, mon tueur (My Neighbor, My Killer), 2009
- Les Cahiers de la mémoire (The Notebooks of Memory), 2009

## Prêmios
- Prêmio Coral para o Melhor documentário não latino-americano,  Se le movió el piso: A portrait of Managua . Festival de Cinema de Havana,  Cuba, 1996.[3]
- Emmy Award em  2005,  por  In Rwanda We Say…The Family That Does Not Speak Dies [4][5][6]
- Prêmio Fellini, da UNESCO, 2005, por Gacaca, Living Together Again In Rwanda?.[7]
- Prêmio Néstor Almendros do Festival Internacional de Cinema da Human Rights Watch (Lincoln Center for the Performing Arts de Nova York), em 2009, para My Neighbor My Killer.[8]